# جانکارلو نیکورتا
جانکارلو نیکورتا (ایتالیایی: Giancarlo Nicotra؛ ‏ ۳۰ آوریل ۱۹۴۴ – ۱۲ ژوئن ۲۰۱۳) بازیگر، کارگردان فیلم و نویسنده اهل ایتالیا بود.
از جمله آثار او می‌توان به نونو فلیچه اشاره کرد.

## زندگی‌نامه
نیکورتا در رم متولد شد. او فرزند دو بازیگر به‌ نام‌های ماریاننینا لیباسی و آنتونیو نیکوترا بود. او کار خود را به عنوان یک بازیگر کودک از سال ۱۹۵۰ آغاز کرد و در چندین نقش اصلی بازی کرد. در سال ۱۹۶۸ او به عنوان کارگردان تلویزیونی با برنامه موزیکال کانزونسیما همکاری کرد.